# Фридрих VI (ландграф Гессен-Гомбурга)
Фридрих VI Иосиф Людвиг Карл Август Гессен-Гомбургский (нем. Friedrich VI. Joseph Ludwig Carl August von Hessen-Homburg; 30 июля 1769, Гомбург — 2 апреля 1829, Гомбург) — ландграф Гессен-Гомбурга с 1820 года.

## Биография
Фридрих VI — старший сын ландграфа Фридриха V и его супруги Каролины Гессен-Дармштадтской, дочери ландграфа Людвига IX Гессен-Дармштадтского и Генриетты Каролины Пфальц-Цвейбрюккенской, «великой ландграфини».
Фридрих воспитывался вместе с младшим братом Людвигом в религиозно-гуманистическом духе. Они вместе учились в Женеве, затем Фридрих поступил на службу в австрийские войска. Благодаря хорошим отношениям между Гессен-Гомбургом и Россией уже в девять лет Фридриху уже было присвоено звание капитана инфантерии в русской армии.
Фридрих участвовал в подавлении Брабантского восстания и в австрийских войсках сражался на стороне России в турецких войнах. После победы австрийцев в Калфате Фридрих штурмовал вражеский лагерь во главе тосканских гусар, за что был награждён рыцарским крестом военного ордена Марии Терезии и получил звание майора шеволежерского полка. В 1792 году в звании подполковника кирасирского полка «Гогенцоллерн-Хехинген» Фридрих участвовал в Первой коалиционной войне в Баварии. В 1794 году он получил звание полковника и стал командиром полка богемских драгун герцога Эрколе Моденского в Галиции. В 1796 году его полк был переведён в состав верхнерейнской армии, и Фридрих был ранен во время сражения при Нойбурге-ан-дер-Донау. Наполеоновские войны принесли прослывшему «дерзким» Фридриху дальнейшее продвижение военной карьеры: в звании генерал-майора и командира кавалерийской бригады в подчинении эрцгерцога Карла он принял участие в битве при Штокахе 25 марта 1799 года.
В Третью коалиционную войну 1805 года Фридрих получил звание фельдмаршал-лейтенанта, служил дивизионным командиром под началом фельдмаршала Мака, принимал участие в бою при Эльхингене, был ранен при обороне моста через Дунай и оказался в плену у французов.
В 1809 году он вновь под началом эрцгерцога Карла сражался при Асперне. Он командовал кавалерийской дивизией резервного корпуса. В битве при Ваграме он отличился при обороне Адерклы.
В 1813 году Фридрих получил генерала кавалерии и сражался при Дрездене. Он командовал центром между Плауэном и Штрелой. Со своими «гессен-гомбургскими гусарами» он выступил командиром армейского резерва в Битве народов под Лейпцигом и получил тяжёлое ранение. В 1814 году он брал Дижон и Лион и стал главнокомандующим южной армией. В 1815 году Фридрих был награждён командорским крестом ордена Марии Терезии и вышел в отставку в звании генерала кавалерии австрийской армии.
В 1814 году во время бала при британском королевском дворе Фридрих познакомился с принцессой Елизаветой Великобританской, дочерью короля Георга III. Когда Елизавета увидела австрийского офицера в его элегантной гусарской форме, она якобы воскликнула: «Если он холост, я выйду за него замуж!». Фридрих был холост, и вопреки сопротивлению 7 апреля 1818 года в Лондоне состоялось венчание. Это не была по-настоящему свадьба по любви, несмотря на взаимное уважение это была договорённость, с которой были согласны обе стороны. Когда Фридрих пришёл к власти в Гессен-Гомбурге в январе 1820 года, благодаря приданому в 40 тысяч талеров и ежегодному апанажу в 1300 фунтов стерлингов у него было достаточно средств для оздоровления экономики ландграфства. Елизавета же смогла освободиться от жёсткого придворного этикета и самореализоваться.

## Награды
- Орден Золотого льва (19 декабря 1789, ландграфство Гессен-Кассель)[4]
- Орден Чёрного орла (20 декабря 1810, королевство Пруссия)[5]
- Орден Красного орла 1-го класса (20 декабря 1810, королевство Пруссия)
- Орден Святого Александра Невского (10 ноября 1813, Российская империя)[6]
- Орден Святого Георгия 4-го класса (3 августа 1814, Российская империя)
- Орден Святого Георгия 3-го класса (12 июня 1823, Российская империя)[7]

## Память
- В Бад-Хомбурге в Шлёзпарке растут два ливанских кедра. На свадьбу Елизаветы и Фридриха было подарено четыре кедра английским королевским домом, два дерева не прижились.
- В память о супруге Елизавете в Бад-Хомбурге был разбит английский парк.